# Yoduro de calcio
El yoduro de calcio ( fórmula química CaI2 ), también conocido como yoduro cálcico, es el compuesto iónico de calcio y yodo. Se trata de un sólido delicuescente incoloro que es una sal muy soluble en agua. Sus propiedades son similares a las del cloruro de calcio. Se utiliza en fotografía y en la alimentación de los gatos como fuente de yodo.

## Reacciones
Henri Moissan aisló por primera vez calcio puro en 1898 mediante la reducción de yoduro de calcio con sodio metálico puro: 
CaI2 + 2 Na → 2 NaI + Ca
El yoduro de calcio se puede formar tratando carbonato de calcio, óxido de calcio o hidróxido de calcio con ácido yodhídrico: 
CaCO3 + 2 HI → CaI 2 + H2O + CO2
El yoduro de calcio reacciona lentamente con el oxígeno y el dióxido de carbono del aire, liberando yodo, que es el responsable del tenue color amarillo de las muestras impuras. 
2 CaI2 + 2 CO2 + O2 → 2 CaCO3 + 2 I2